# Acropteris iphiata
Acropteris iphiata es una especie de polilla del género Acropteris, familia Uraniidae.
Fue descrita científicamente por Guenée en 1857.
Su envergadura es de entre 25 y 35 mm.
Se alimenta de especies de Cynanchum, Metaplexis y Tylophora.

## Distribución
Se encuentra en Japón, China y Corea.